# I. Hästen
I. Hästen ist ein aus einer Hofschaft hervorgegangener Wohnplatz in der bergischen Großstadt Solingen. Er bildet zusammen mit den beiden Orten II. und III. Hästen den Ortsteil Hästen.

## Lage und Beschreibung
Der heute in der geschlossenen Bebauung aufgegangene Ort I. Hästen befindet sich zentral inmitten des Stadtbezirks Burg/Höhscheid. Er befindet sich am westlichen Rande eines Höhenzugs des Solinger Höhenrückens, auf dem der Pfaffenberger Weg verläuft. Im Westen verläuft der Schellberger Bach in einem kleinen, gleichnamigen Bachtal. Die zu dem Ort gehörenden Gebäude befinden sich im Bereich der Weggabelung zwischen Hästener Weg und Schellberger Weg. Dort sind bis heute einige Fachwerk- und Schiefergebäude erhalten. Im Südwesten erhebt sich zudem der Sattelsberg.
Benachbarte Orte sind bzw. waren (von Nord nach West): Hoppenböcken, Meisenburg, Dornsiepen, Bertramsmühle, Scharfhausen, II. Hästen, Schellberg, Odental, Eichholz und Schlicken.

## Etymologie
Die Ortsbezeichnung ist vermutlich auf den Waldreichtum der Region zurückzuführen. Das Wort könnte von Heester, Heister abgeleitet sein. Dieses Wort bezeichnete junge, kaputte Bäume bzw. künstlich zurechtgestutzte Bäume, die in früheren Zeiten zum Vogelfang genutzt wurden.

## Geschichte
I. Hästen wurde erstmals im Zehntverzeichnis der Abtei Altenberg von 1488 als Heesten, Hersten urkundlich erwähnt.:7 In dem Kartenwerk Topographia Ducatus Montani von Erich Philipp Ploennies, Blatt Amt Solingen, aus dem Jahre 1715 ist der Ort mit einer Hofstelle verzeichnet und als Hasten benannt. Der Ort wurde in den Registern der Honschaft Balkhausen innerhalb des Amtes Solingen geführt. Die Topographische Aufnahme der Rheinlande von 1824 verzeichnet den Ort als Ites Haesten, die Preußische Uraufnahme von 1844 verzeichnet ihn als I. Hästen. In der Topographischen Karte des Regierungsbezirks Düsseldorf von 1871 ist der Ort als Hästen verzeichnet.
Nach Gründung der Mairien und späteren Bürgermeistereien Anfang des 19. Jahrhunderts gehörte der Ort zur Bürgermeisterei Dorp, die 1856 das Stadtrecht erhielt, und lag dort in der Flur VIII. Hasten. Die Bürgermeisterei beziehungsweise Stadt Dorp wurde nach Beschluss der Dorper Stadtverordneten zum 1. Januar 1889 mit der Stadt Solingen vereinigt. Damit wurde I. Hästen ein Ortsteil Solingens.
In der zweiten Hälfte des 19. Jahrhunderts wurde zwischen Hoppenböcken und dem I. Hästen Eisenerz abgebaut. Doch in den beiden Zechen Ringeltaube und Nelson wurden nur geringe Mengen dieses Rohstoffs gefördert.:6
Der Ort ging nach dem Zweiten Weltkrieg allmählich in der geschlossenen Bebauung entlang des Schellberger Wegs auf. Am östlichen Rande entstand zudem ein Wohngebiet, das durch den Gaußweg zentral erschlossen wurde und zwischen Pfaffenberger Weg und Hästener Weg entstand. Die ursprüngliche Streubesiedlung der Hofschaft wurde so durch eine geschlossene Bebauung ersetzt. Als Hästen wird heute, auch im Stadtplan, insbesondere der Bereich III. Hästen bezeichnet, während sich der Ortsname im Bereich I. und II. Hästen bis auf den dortigen Straßennamen Hästener Weg nicht erhalten hat.